# 차지혜
차지혜(1991년 8월 13일 ~ )는 대한민국의 가수, 작곡가이다. 2018년 OST 'KBS 드라마 오늘의 탐정 - 빛나던'으로 정식 데뷔했다.

## 방송
- 브레이커스 (2018) - 7위

## 음반
- 오늘의 탐정 OST Part.2 (2018)
- 오늘의 탐정 OST (2018)

## 작곡
- SBS 드라마 브람스를 좋아하세요? OST '펀치 - Close To Me' (2020)
- 펀치 - 럽미 (Love Me) (2019)
- tvN 드라마 세상에서 가장 아름다운 이별 OST '거미 - Angel' (2017)